# Nikoła Wapcarow
Nikoła Wapcarow (właśc. Nikoła Jonkow Wapcarow, ur. 7 grudnia 1909, Bansko, zm. 23 lipca 1942, Sofia) – bułgarski poeta i działacz ruchu robotniczego, członek Bułgarskiej Partii Komunistycznej, za skazany na śmierć za działalność antypaństwową. Pośmiertnie zrehabilitowany. Syn Jonko Wapcarowa, bułgarskiego działacza rewolucyjnego z Macedonii.
W latach 1924–1926 Wapcarow uczęszczał do gimnazjum w Razłogu, potem podjął naukę w Wyższej Szkole Morskiej w Warnie (której po II wojnie światowej nadano jego imię) i w latach 1926-1932 studiował tam budownictwo okrętowe. Praktykę morską odbywał najpierw na pokładzie okrętu Dryzki, później pływał na okręcie Burgas. W drugiej połowie lat 30. pracował w tartaku we wsi Koczerinowo, organizując tam amatorski teatr, dla którego napisał dramat Kogato wyłnata buczi i gdzie sam występował jako aktor. Później wyjechał do Sofii, podejmując pracę m.in. w bułgarskich kolejach państwowych. Równocześnie prowadził działalność literacką publikując wiersze na łamach czasopism. Jako członek partii komunistycznej brał udział w akcjach wymierzonych w wojska niemieckie, będące podówczas sojusznikiem carskiej Bułgarii. Za działalność podziemną został aresztowany w marcu 1942 r., skazany na śmierć 23 lipca i jeszcze tego samego dnia rozstrzelany, razem z dwunastoma innymi członkami podziemia komunistycznego.
Poetycki dorobek Wapcarowa jest niewielka objętościowo. Należy do niej jedyny tom wierszy, opublikowanych za życia poety Pieśni motoru (1940) oraz nieliczne wiersze drukowane na łamach prasy bądź pozostawione w rękopisie. W swej twórczości Wapcarow łączył lirykę polityczną, zaangażowaną społecznie, z treściami osobistymi. Dzięki oryginalnemu ujęciu oraz udanemu połączeniu tego co jednostkowe z tym co powszechne, społeczne, uniknął politycznej deklaratywności, nierzadkiej w poezji proletariackiej, kreśląc zamiast tego pojedynek jednostki z życiem, bunt wobec rzeczywistości i afirmację życia. Prócz utworów poetyckich pisał Wapcarów również artykuły krytycznoliterackie, dotyczące twórczości Christo Radewskiego oraz Nikołaja Marangozowa.
Większość wierszy, która znalazła się w tomie Pieśni motoru została przełożona na język polski i wydana w 1954 r. w tomiku Pieśni wybrane Wapcarowa, w opracowaniu Jerzego Laua. Prócz tego tłumaczenia utworów Wapcarowa znalazły się w antologiach poezji bułgarskiej.
Dom Wapcarowa w Bansko został zaadaptowany na muzeum.